# Loop Head
Loop Head (en irlandais : Ceann Léime) est une péninsule d'Irlande situé dans le comté de Clare sur la côte occidentale de l'île. 

## Toponymie
En irlandais, la péninsule se nomme Ceann Léime, ce qui signifie « cap du bond »,,.

## Géographie
Loop Head se situe sur la côte occidentale de l'Irlande, dans le comté de Clare, elle est délimitée par l'océan Atlantique et l'estuaire du Shannon.
Loop Head est reliée à la ville voisine de Kilkee par la route R487.

## Histoire
Le phare de Loop Head est mis en service en 1854.

## Tourisme
Il existe un circuit touristique, le Loop Head Drive,.
En 2010, Loop Head se voit attribuer le label Destinations européennes d’excellence. En 2013, l'Irish Times déclare la péninsule« Meilleur lieu de vacances en Irlande ».
Il est sélectionné dans la catégorie « meilleures destinations » aux World Responsabile Tourism Awards. La péninsule de Loop Head est enfin la seule destination irlandaise listée au Global Sustainable Top 100 Destinations en 2014 et reçoit en 2015 la médaille d'or aux Irish Responsible Tourism Awards.